# Peter Gagelmann
Peter Gagelmann (Brema, 9 giugno 1968) è un ex arbitro di calcio tedesco.

## Biografia
Peter Gagelmann ha completato un apprendistato come lattoniere presso la Daimler-Benz a Brema e lì ha lavorato nel reparto produzione. Oggi è un impiegato nel settore della gestione degli eventi.
Da calciatore ha subito un grave infortunio in gioventù. Ha quindi inizialmente indirizzato il suo impegno sportivo sull'attività di arbitro per l'ATSV Sebaldsbrück. Nel 1994 è stato nominato arbitro della DFB e nel 1998 ha diretto per la prima volta una partita della 2. Bundesliga. Il 27 aprile 2000, 32ª giornata della stagione 1999/2000, esordisce in Bundesliga nella sfida tra MSV Duisburg e Arminia Bielefeld (0-3). Il 21 maggio 2011, Gagelmann è stato il quarto uomo della squadra guidata dall'arbitro principale Wolfgang Stark alla finale della Coppa DFB.
Il 12 maggio 2012 Gagelmann ha arbitrato la finale della Coppa DFB tra Borussia Dortmund e FC Bayern Monaco.
Gagelmann ha lavorato anche come arbitro all'estero. Ad esempio, ha arbitrato nove partite della K-League sudcoreana nel 2003 ed è tornato lì nel novembre 2007 per arbitrare la finale di campionato tra Pohang Steelers e Seongnam Ilhwa Chunma. Nello stesso anno ha anche arbitrato una partita di campionato nella città saudita di Jeddah.
Gagelmann è già stato accusato più volte di disparità di trattamento tra giocatori più o meno famosi. Soprattutto alla fine dei suoi 15 anni di carriera come arbitro della Bundesliga, Gagelmann si trovò sempre più esposto a dure critiche da parte di giocatori e arbitri.
Gagelmann ha concluso il suo lavoro come arbitro professionista nel giugno 2015 a causa dell'età (47 anni) e del limite di età per gli arbitri di calcio professionisti. Il 23 maggio 2015 ha arbitrato la sua ultima partita di Bundesliga (tra 1. FC Köln e VfL Wolfsburg).
Gagelmann lavora come esperto di Sky dalla stagione 2015/16.